# Ненешть (Бакеу)
Ненешть, Ненешті (рум. Nănești) — село у повіті Бакеу в Румунії. Входить до складу комуни Парінча.
Село розташоване на відстані 238 км на північ від Бухареста, 19 км на південний схід від Бакеу, 85 км на південний захід від Ясс, 134 км на північний захід від Галаца, 146 км на північний схід від Брашова.

## Населення
За даними перепису населення 2002 року у селі проживала 771 особа, усі — румуни. Усі жителі села рідною мовою назвали румунську.